# برنبرث (كورنوال)
برنبرث (بالإنجليزية: Perranporth)‏ هي قرية تقع في المملكة المتحدة في كورنوال.  يقدر عدد سكانها بـ 3,066 نسمة .